# Eve Torres
Eve Marie Torres (Denver (Colorado), 21 augustus 1984) is een Amerikaans danseres, model, actrice en professioneel worstelaarster die van 2007 tot 2013 bekend was in de WWE.

## Professioneel worstelcarrière
In 2007 was Torres een deelneemster van de WWE Diva Search 2007, die ze won en een contract kreeg van de WWE. In 2008 verscheen ze voor het eerst in op SmackDown-brand als een backstage interviewer en verscheen ook in niet-worstelwedstrijden zoals bikiniwedstrijden en danscompetities.
Torres bekwam later in 2009 een voltijdse worstelaarster en was betrokken in een vete met Michelle McCool, Layla en Natalya. Ze managed ook de tag team Cryme Tyme. Nadat ze op eind 2009 naar Raw-brand werd verzonden, ze managed Chris Masters en won in april 2010 voor de eerste keer het WWE Divas Championship. Nadat ze op eind 2010 de valet was van R-Truth, ze won het Divas Championship voor de tweede keer op Royal Rumble in januari 2011. Haar tweede heerschappij duurde tot 11 april 2011 nadat Brie Bella de titel veroverde.
In het voorjaar van 2012 had ze de rol als adviseur van Booker T, de General Manager van SmackDown. Op 16 september 2012, op Night of Champions, Torres versloeg Layla en veroverde voor de derde keer het Divas Championship. In de Raw-aflevering van 14 januari 2013, Torres verloor de titelwedstrijd van Kaitlyn en moest de titel afstaan aan Kaitlyn. Na de wedstrijd kondigde ze haar vertrek aan en verliet vervolgens de WWE. Een maand eerder vroeg Torres aan Vince McMahon om haar contract te beëindigen. Ze wou meer tijd doorbrengen met haar man, Rener Gracie, en wou voltijds aan de slag gaan als instructeur voor de "Gracie Women Empowered Self"-verdedigingsprogramma.

## In het worstelen
- Finishers
  - Moonsault
  - Snap swinging neckbreaker

- Signature moves
  - Enzuigiri
  - Standing moonsault
  - Leg hook reverse STO

- Worstelaars managed
  - Cryme Tyme
  - Chris Masters
  - R-Truth
  - Zack Ryder

## Prestaties
- World Wrestling Entertainment/WWE
  - WWE Divas Championship (3 keer)
  - WWE Diva Search (2007)

## Filmografie

### Film
| Jaar | Titel                                | Rol      | Noties |
| ---- | ------------------------------------ | -------- | ------ |
| 2013 | Queens of the Ring                   | zichzelf |        |
| 2015 | The Scorpion King 4: Quest for Power | Chancara |        |
| 2016 | Skiptrace                            | Dasha    |        |

### Televisie
| Jaar | Titel                                    | Rol          | Noties               |
| ---- | ---------------------------------------- | ------------ | -------------------- |
| 2005 | Show Me The Money                        | zichzelf     |                      |
| 2007 | The Best Damn Sports Show Period         | zichzelf     |                      |
| 2008 | Sunset Tan                               | zichzelf     |                      |
| 2008 | Magic's Biggest Secrets Finally Revealed | zichzelf     |                      |
| 2009 | Deal or No Deal                          | zichzelf     |                      |
| 2012 | Extreme Makeover: Weight Loss Edition    | zichzelf     |                      |
| 2012 | Stars Earn Stripes                       | zichzelf     | Winnaar              |
| 2012 | Attack of the Show                       | zichzelf     |                      |
| 2012 | The Soup                                 | zichzelf     |                      |
| 2014 | Matador                                  | Reyna Flores |                      |
| 2016 | Supergirl                                | Maxima       | aflevering: "Myriad" |